# Oenothera ligerica
Oenothera ligerica är en dunörtsväxtart som beskrevs av Deschâtres och R.Jean. Oenothera ligerica ingår i släktet nattljussläktet, och familjen dunörtsväxter. Inga underarter finns listade i Catalogue of Life.